# Protium unifoliolatum
Protium unifoliolatum är en tvåhjärtbladig växtart som beskrevs av Adolf Engler. Protium unifoliolatum ingår i släktet Protium och familjen Burseraceae. Inga underarter finns listade i Catalogue of Life.